# Union nationale Attaque
L'Union nationale Attaque (en bulgare Национално обединение Атака (Nacionalno Obedinenie Ataka), abrégé en Ataka (Атака)), est un parti politique bulgare nationaliste fondé et dirigé par Volen Siderov.

## Histoire du parti

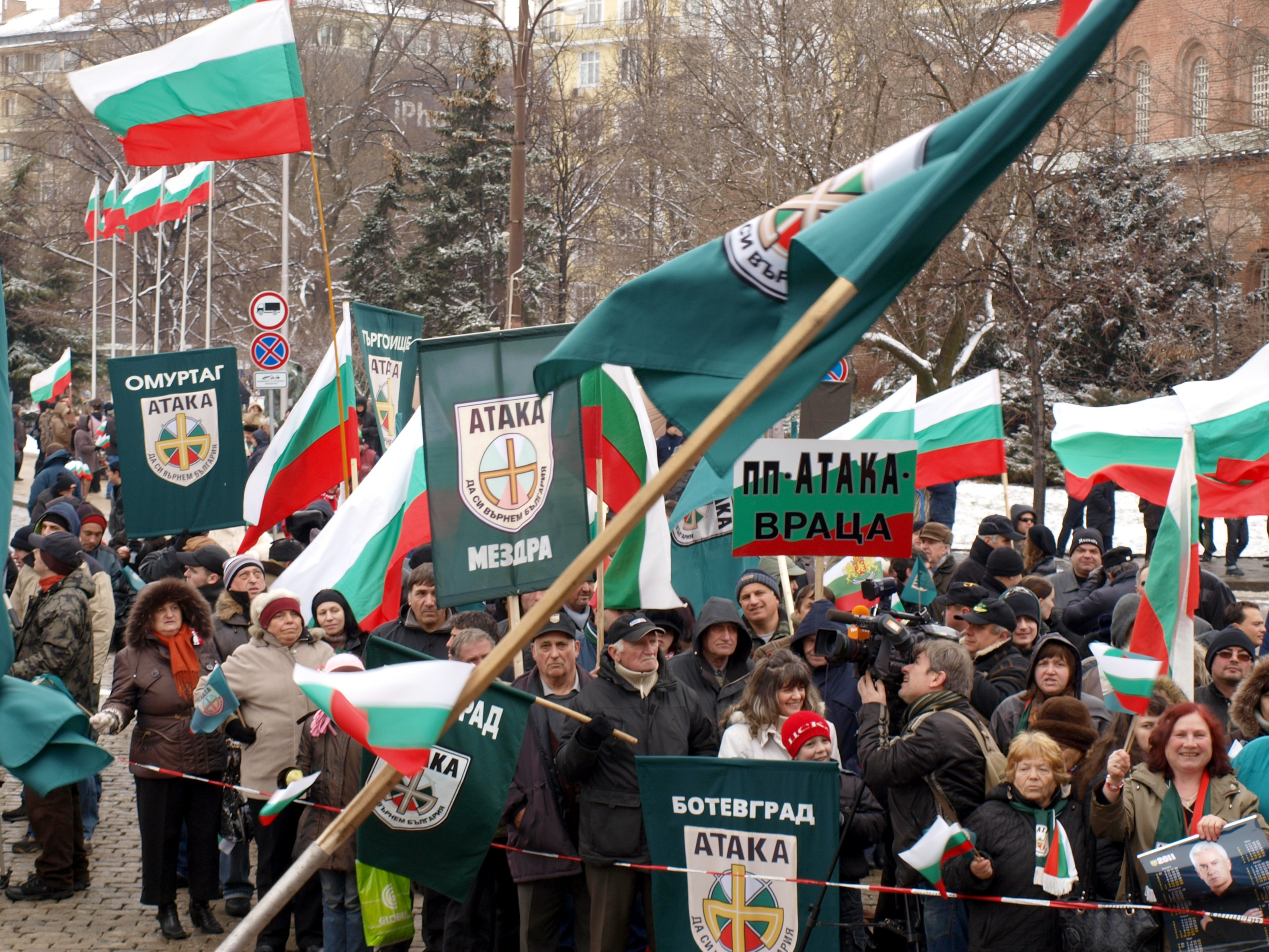
Manifestation d'ATAKA en mars 2011 à Sofia.

Ataka a été crée en avril 2005 par le journaliste Volen Nikolov Siderov. Cette coalition a été constituée par le Mouvement national pour le salut de la patrie, le Parti patriotique national bulgare et l'Union des forces patriotiques et des militaires réservistes pour la défense.
Aux élections législatives du 25 juin 2005, la coalition nationaliste obtient 9 % (21 députés sur 240 à la suite des alliances, puis 12 après des dissensions internes et une scission) ; lors de l'élection présidentielle du dimanche 22 octobre 2006, Volen Nikolov Siderov est présent au second tour avec 21,5 % des suffrages. Au second tour, le national-populiste Volen Siderov, confronté au président socialiste sortant, Gueorgui Parvanov, est battu par 75 % des votants.
En novembre 2006, Ataka a envoyé une délégation à la fête des Bleu-blanc-rouge, fête annuelle du Front national, en vue d'une coalition au Parlement européen réunissant d'autres formations nationalistes ou populistes en Europe.
N'étant pas opposé à une adhésion à l'Union européenne, le parti est cependant ouvertement anti-américain et antisioniste[réf. nécessaire]. Il est également opposé à la corruption, aux communautés minoritaires (en particulier les Turcs,,,, et les Roms, mais aussi les Juifs et les musulmans) et à l'OTAN. Il propose d'instaurer le christianisme orthodoxe comme religion officielle du pays.
Le parti est classé par la plupart des universitaires à l'extrême droite,,. Les dirigeants du parti décrivent l'Ataka comme n'étant « ni de gauche ni de droite, juste bulgare ». Les opposants à Ataka le considèrent comme un parti de tendance xénophobe, voire fasciste.
Le parti soutient entre 2009 et 2011 le gouvernement du conservateur Boïko Borissov (GERB).
Le 25 mars 2012, Dimitar Stoyanov fonde le Parti national-démocrate, une scission d'Ataka[réf. nécessaire].
Le parti obtient ensuite des résultats électoraux en baisse (12 % aux élections européennes de 2009, 3,6 % à l'élection présidentielle de 2011, puis 3 % aux européennes de 2014), ce qui s’explique notamment par la fragmentation organisationnelle de l’extrême droite.
En perte d'influence, Ataka radicalise son discours à l'égard des minorités et se distingue par des actions violentes plus nombreuses, notamment à l’égard des étudiants.
Ataka s'allie au Front patriotique pour la présidentielle de 2016, formant le cartel électoral Patriotes unis. L’opération est un succès relatif puisque la coalition décroche 15 % des voix à la présidentielle et 9,3 % aux législatives. Un accord est trouvé après La coalition apporte ensuite son soutien à Boïko Borissov et entre dans son gouvernement : Krassimir Karakatchanov, leader du VROM, est vice-Premier ministre et ministre de la Défense ; Valeri Simeonov, dirigeant du NFSB, est vice-Premier ministre chargé de la Politique économique et démographique ; Neno Dimov (OP) est ministre de l’Environnement et des Eaux ; et Emil Karanikolov (Ataka) est ministre de l’Économie. Le 25 juillet 2019, le parti Ataka est expulsé des Patriotes unis par les deux autres formations qui composent la coalition, celles-ci l'accusant d’attaques personnelles et de sabotage des décisions collégiales.

## Programme
Le parti, qualifié de nationaliste par de nombreux observateurs,, dénonce le déficit démographique de la société bulgare et le risque d'une « dé-bulgarisation » de cette dernière, face à l'abandon de la politique de bulgarisation héritée de la période communiste à destination des minorités turque et rom. Le parti se montre dès lors très hostile face à la Turquie, accusée de visée impérialiste, et à l'Occident qui encourageraient les revendications des minorités ethniques. Ataka adopte également une rhétorique antisémite relativement rare en Bulgarie. 

### Programme officiel
Son programme vise à :
- Stopper la corruption ;
- Interdire les partis ethniques et les émissions dans les langues minoritaires à la télévision publique ;
- Sortir de l'OTAN (la Bulgarie a rejoint l'Organisation atlantique en avril 2004).
- Interdire toute base militaire étrangère sur le territoire bulgare ;
- Réviser les accords avec l'Union européenne ;
- Rouvrir les réacteurs 3 et 4 de la centrale nucléaire de Kozlodouy (fermés à la demande de l'UE) ;
- Accorder une préférence aux entrepreneurs bulgares sur leurs concurrents étrangers ;
- Réexaminer les conditions dans lesquelles ont été effectuées les privatisations ;
- Instaurer un capitalisme social ;
- Préserver et réinstaurer certains éléments du système de sécurité sociale qui existait sous le régime communiste ;
- Restaurer la peine de mort ;
- Stopper la « vente de la terre bulgare aux étrangers ».

## Polémiques
Le parti fait en 2006 campagne sur les Roms et en appelle à « transformer les Tziganes en savon ».
En septembre 2006, Dimitar Stoyanov, député européen bulgare (qui siégeait en tant qu'observateur) d'Ataka, compare Lívia Járóka, députée européenne hongroise d'origine rom et nommée « Meilleur parlementaire 2006 », à une prostituée rom, ce qui provoquera les protestations des eurodéputés et la condamnation par le Premier ministre et le président du Parlement bulgare.
En 2013, le parti apporte un soutien tacite au gouvernement socialiste du fait de l'absence de quorum à l'issue des élections législatives anticipées du 12 mai 2013. Le dirigeant du parti, Volen Siderov, est par la suite nommé par les socialistes à la tête de la commission parlementaire d'éthique et de lutte contre la corruption.

## Résultats électoraux

### Élections parlementaires
| Année   | Voix                       | %                          | Rang                       | Sièges   | Gouvernement             |
| ------- | -------------------------- | -------------------------- | -------------------------- | -------- | ------------------------ |
| 2005    | 296 848                    | 8,1                        | 4e                         | 21 / 240 | Opposition               |
| 2009    | 395 733                    | 9,4                        | 4e                         | 21 / 240 | Opposition               |
| 2013    | 258 481                    | 7,3                        | 4e                         | 23 / 240 | Soutien tacite           |
| 2014    | 148 262                    | 4,5                        | 7e                         | 11 / 240 | Opposition               |
| 2017    | au sein des Patriotes unis | au sein des Patriotes unis | au sein des Patriotes unis | 6 / 240  | Borissov III (2017-2020) |
| 04/2021 | 15 660                     | 0,49                       | 13e                        | 0 / 240  | Extra-parlementaire      |
| 07/2021 | 12 585                     | 0,45                       | 10e                        | 0 / 240  | Extra-parlementaire      |
| 11/2021 | 12 153                     | 0,46                       | 11e                        | 0 / 240  | Extra-parlementaire      |
| 2022    | 7 605                      | 0,29                       | 13e                        | 0 / 240  | Extra-parlementaire      |

### Élections européennes
| Année | Voix    | %    | Rang | Sièges |
| ----- | ------- | ---- | ---- | ------ |
| 2007  | 275 237 | 14,2 | 4e   | 3 / 18 |
| 2009  | 308 052 | 12,0 | 4e   | 2 / 17 |
| 2014  | 66 210  | 3,0  | 8e   | 0 / 17 |
| 2019  | 20 906  | 1,1  | 11e  | 0 / 17 |

### Élections présidentielles
| Année | Candidat                          | 1er tour                          | 1er tour                          | 1er tour                          | 2d tour                           | 2d tour                           | 2d tour                           |
| Année | Candidat                          | Voix                              | %                                 | Rang                              | Voix                              | %                                 | Rang                              |
| ----- | --------------------------------- | --------------------------------- | --------------------------------- | --------------------------------- | --------------------------------- | --------------------------------- | --------------------------------- |
| 2006  | Volen Siderov                     | 597 175                           | 21,5                              | 2e                                | 649 387                           | 24,1                              | 2e                                |
| 2011  | Volen Siderov                     | 122 466                           | 3,6                               | 4e                                |                                   |                                   |                                   |
| 2016  | soutien à Krassimir Karakatchanov | soutien à Krassimir Karakatchanov | soutien à Krassimir Karakatchanov | soutien à Krassimir Karakatchanov | soutien à Krassimir Karakatchanov | soutien à Krassimir Karakatchanov | soutien à Krassimir Karakatchanov |